# Hadès
Pour les articles homonymes, voir Hadès (homonymie).
Dans la religion grecque antique et la mythologie grecque, Hadès (en grec ancien ᾍδης ou Ἅιδης / Háidēs) est une divinité chthonienne. Il est un Cronide, frère de Zeus et de Poséidon. Comme Zeus gouverne le Ciel et Poséidon la Mer, Hadès règne sous la terre et pour cette raison il est souvent considéré comme le « maître des Enfers ». Il est marié à Perséphone. Il correspond au Sarapis ptolémaïque et au Pluton romain.

## Étymologie
Une explication étymologique souvent donnée pour le mot « Hadès » le décompose en un α-ϝἰδής / a-widḗs (du verbe εἴδω / eídō, « voir »), qui signifierait « que l'on ne voit pas ». Or, d'un point de vue linguistique, l'hypothèse est contestable. En effet, le préfixe privatif, issu de la vocalisation d'un *n, est nécessairement bref, alors que Ἅιδης comporte un ᾱ (alpha long) initial. L'aspiration est également gênante. Il se pourrait donc qu'il ne s'agisse que d'une étymologie populaire, existant déjà dans l'Antiquité. Cependant, si les hypothèses concernant le nom du dieu demeurent très discutées, les recherches récentes tendent à réhabiliter cette étymologie en expliquant la double particularité du nom par la crase du nominatif,.
Pour sa part, l'indologue Paul Thieme a expliqué son nom selon l'indo-européen *sm̩-vid- « rassemblement (des morts) ».
En grec homérique et ionique, il était connu sous le nom d'Áïdēs. Le nom tel qu'il fut connu à l'époque classique était Háidēs (Ἅιδης). Plus tard, l'iota est devenu silencieux, puis un marquage en indice (ᾍδης) et a finalement été complètement omis (Άδης).

## Légendes
Il est le premier fils de Cronos (Saturne pour les Romains) et de Rhéa, et le frère d'Hestia, Déméter, Héra, Zeus et Poséidon. Comme eux, il est avalé par son père et n'est libéré que lorsque Zeus, sauvé par Rhéa, tue Cronos et ouvre son ventre pour faire sortir ses frères et sœurs qui avaient tous grandi dans l'estomac de leur père.
Il prend part à la titanomachie et reçoit des Cyclopes la kunée, un casque merveilleux qui rend invisible, alors que Zeus reçoit le foudre et Poséidon le trident. Ce casque merveilleux, peut le rendre même invisible aux yeux des dieux, ce qui est impossible pour les autres dieux, qui ne peuvent se rendre invisibles qu'aux mortels.

### Souverain des Enfers

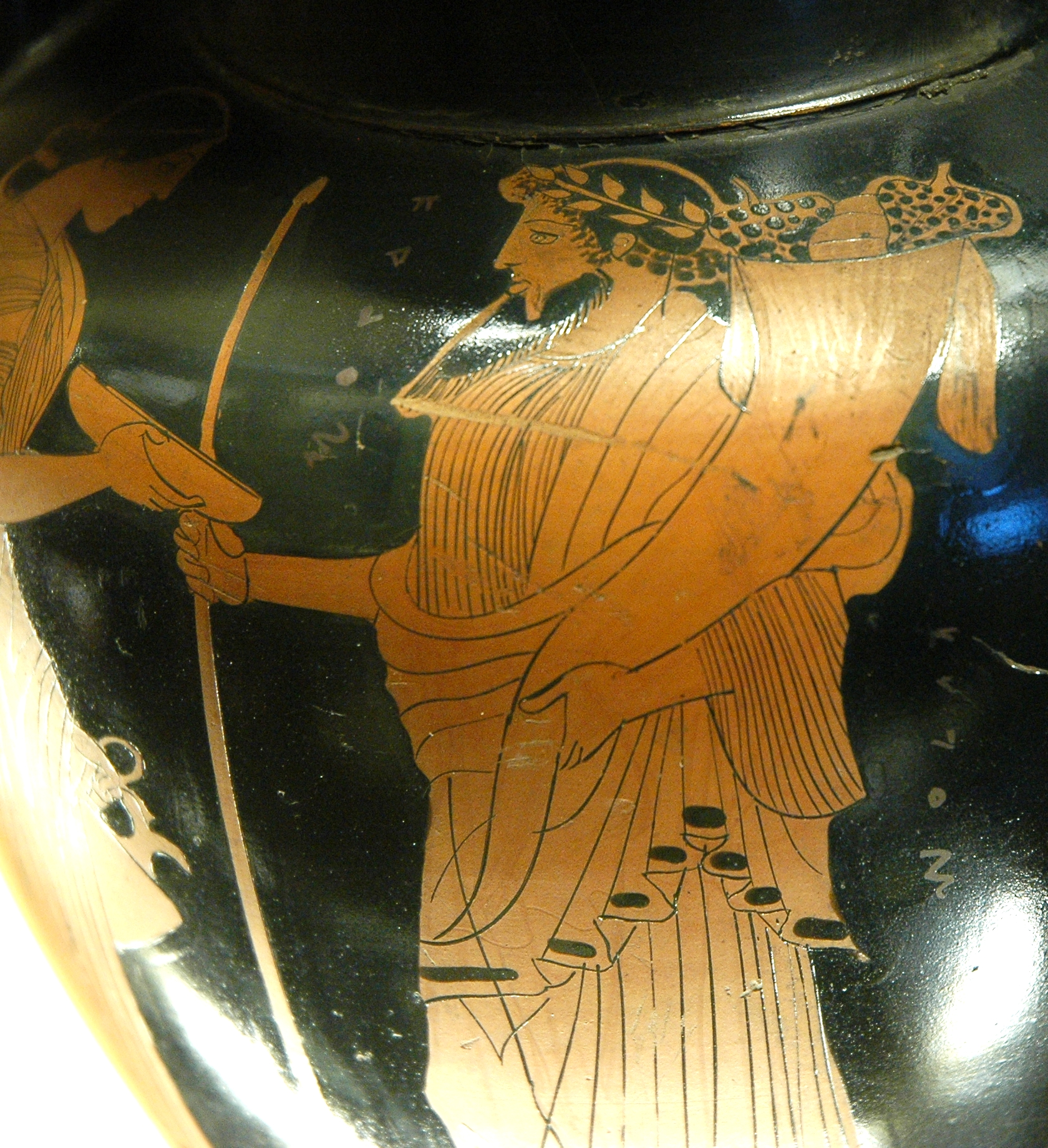
Hadès tenant la corne d'abondance, détail d'une amphore attique à figures rouges du peintre d'Oionoclès, vers 470 av. J.-C., musée du Louvre.

Au terme de la guerre contre les Titans, Hadès reçoit en partage les « ombres brumeuses » et réside avec elles dans les Enfers. Roi des morts, sa principale mission est d'empêcher ceux-ci de quitter les Enfers, car leur vue remplirait d'horreur les hommes comme les dieux. Pindare lui donne pour attribut un sceptre grâce auquel il conduit les morts, un rôle qui relève normalement d'Hermès psychopompe. Dans Les Perses, le nom d'Hadès est invoqué en même temps que celui d'Hermès et Gaïa pour faire revenir sur terre l'âme de Darius.
Eschyle le présente par deux fois comme le juge des morts. Dans Les Suppliantes, Danaos clame que « là-bas aussi Quelqu'un fait justice des crimes, dit-on — un autre Zeus : à lui, chez les défunts, le dernier Jugement ». Dans Les Euménides, le chœur déclare de même qu'« Il se fait rendre de terribles comptes, / le Prince des morts, là-bas sous la terre, / et dans son grand Livre, / son œil vigilant ne laisse rien perdre ».
On peut rapprocher ces mentions des propos d'Agamemnon prenant à témoin de son serment Zeus, Hélios et « vous qui, sous le sol / tirez punition des morts qui font de faux serments », c'est-à-dire Hadès et Perséphone. Ailleurs, Althée, mère de Méléagre, demande à Hadès et Perséphone la mort de celui qui a tué ses frères. Malgré tout, Hadès est rarement présenté comme juge et le jugement de l'âme se rattache plus aux traditions égyptiennes qu'à celles des Grecs.
Il est parfois compté parmi les douze Olympiens, bien que cela soit contraire à la tradition dominante : il ne sort que rarement de son royaume, l'exception la plus notable étant l'enlèvement de Perséphone. Hadès est par ailleurs assez discret dans la mythologie, étant essentiellement lié à des légendes impliquant des héros : Orphée, Thésée et Héraclès sont parmi les rares mortels à le rencontrer lors de leur catabase. Inversement, il donne à Sisyphe, Protésilas et Eurydice l'autorisation de quitter les Enfers.
Dioné raconte dans l’Iliade comment Héraclès blesse Hadès d'une flèche à l'entrée des Enfers et « le laisse au milieu des morts » ; Hadès doit monter dans l'Olympe pour se faire soigner par Péan. Les commentateurs antiques ont fourni plusieurs explications à ce passage curieux : l'épisode peut prendre place lors de la descente aux Enfers du héros pour capturer Cerbère. Ce pourrait également être une allusion à l'attaque d'Héraclès contre les Pyliens, qui ont apporté leur soutien à Orchomène contre Thèbes, ou encore au massacre des fils de Nélée à Pylos par le héros.
C'est en tout cas au cours de la descente aux Enfers qu'Héraclès tue l'une des vaches qu'Hadès possède pour offrir un sacrifice de sang aux âmes des morts. Le berger, Ménétès, fils de Ceutonymos, défie le héros à la lutte pour l'en empêcher, mais doit se retirer du combat, les côtes cassées.

### Enlèvement de Perséphone

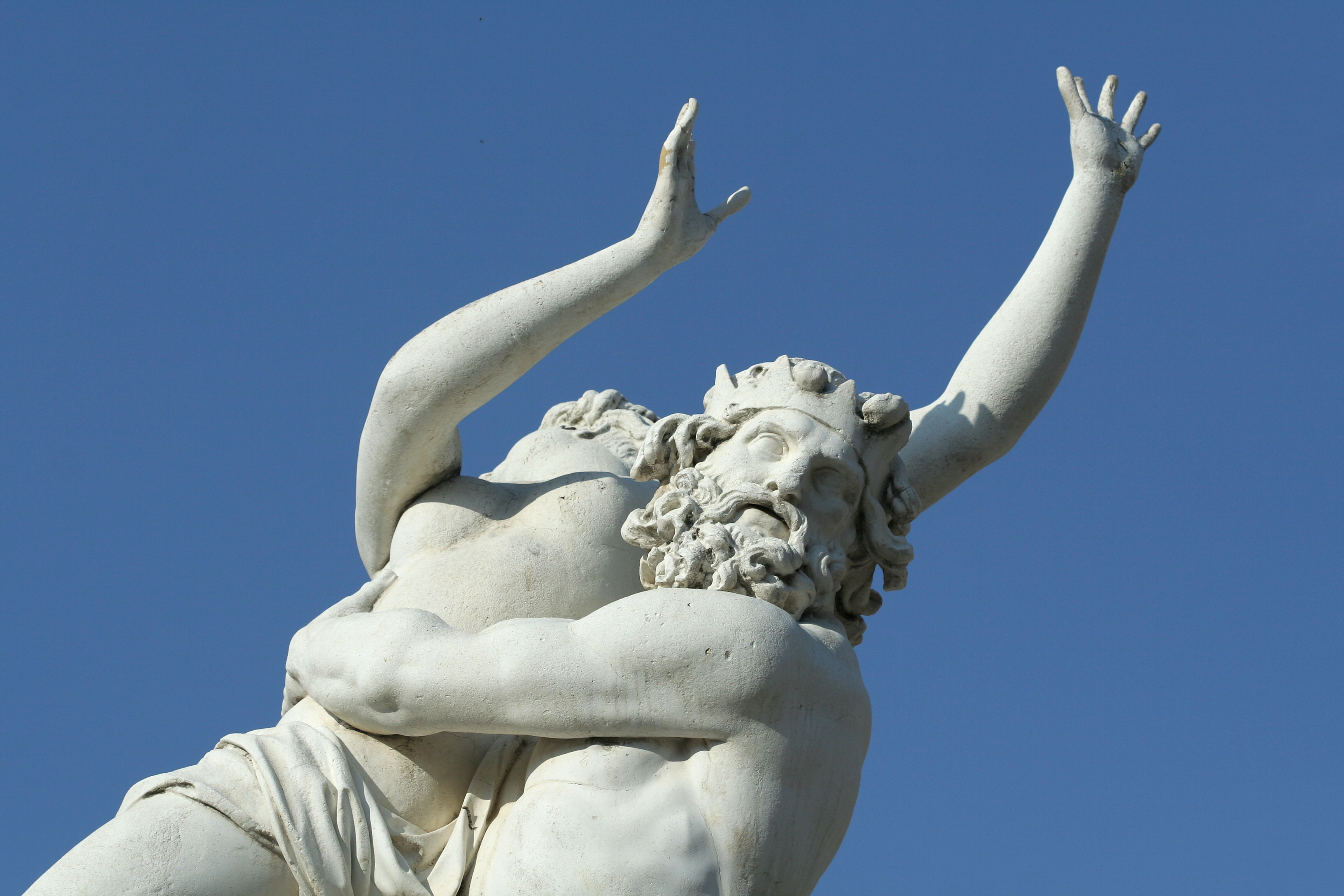
François Girardon, Enlèvement de Proserpine par Pluton, 1694, château de Versailles.

L'enlèvement de Perséphone par Hadès est le mythe le plus populaire rattaché au dieu ; on le trouve déjà chez Hésiode sous une forme très résumée : « Aïdôneus ravit [Perséphone] à sa mère, et le prudent Zeus la lui accorda ». Dans sa forme plus complète, narrée par l’Hymne homérique à Déméter, Hadès enlève Perséphone avec l'autorisation de Zeus, alors que la jeune fille est occupée à cueillir des fleurs en compagnie des Océanides, d'Athéna et d'Artémis dans la plaine de Nysie. Sa mère Déméter la cherche partout sur Terre ; Hélios, dieu du soleil, lui apprend finalement que sa fille se trouve dans le royaume des morts. En colère, Déméter quitte le séjour des dieux pour se réfugier sur la terre et, pour se venger, elle empêche les semences de germer.
Zeus doit alors tenter une réconciliation et, par l'intermédiaire d'Hermès, ordonne à son frère de rendre Perséphone à sa mère avant que la Terre entière ne meure de faim. Hadès accepte de la laisser partir, mais lui donne un grain de grenade à manger. Quand Déméter revoit de nouveau sa fille, elle comprend immédiatement le problème et prévient cette dernière que si elle a mangé la nourriture des morts, elle devra rester aux Enfers un tiers de l'année (l'hiver), ne pouvant remonter dans l'Olympe que les deux tiers restants, « quand la terre est verdoyante de toutes sortes de fleurs » — ou, dans des versions ultérieures, six mois aux Enfers et six mois dans l'Olympe. Perséphone avoue qu'elle a mangé un grain de grenade — ou, dans une version tardive, est dénoncée à Hadès par un dénommé Ascalaphe.
Dans une autre version c'est Hécate, déesse de la lune et des morts qui, une torche à la main, accompagne Déméter jusqu'à Hélios le dénonciateur, puis, à travers les enfers, jusqu'au trône d'Hadès. Avec le soutien de Zeus, elle persuada le dieu infernal de libérer Perséphone les six premiers mois de l'année (durant le printemps et l'été). En échange, Déméter devra abandonner sa fille aux enfers les six mois de l'année restants (c'est-à-dire l'automne et l'hiver.)

### Amours

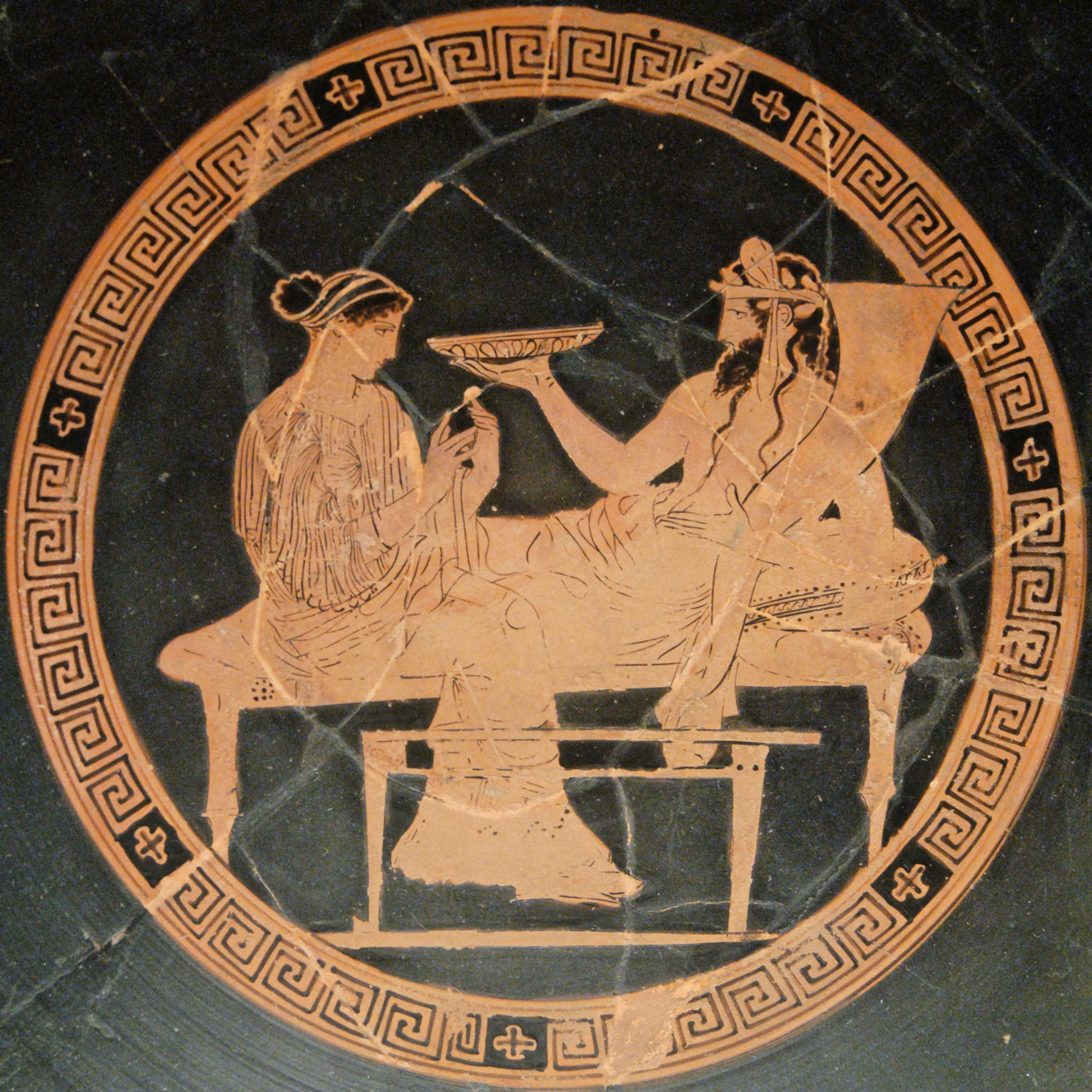
Hadès et Perséphone, médaillon d'un kylix attique à figures rouges, vers 440-430 av. J.-C., British Museum.

On prête à Hadès, avant qu'il n'épouse Perséphone, une aventure avec Menthé, fille du fleuve Cocyte. Après avoir été délaissée, Menthé se venge en dénigrant sans cesse sa rivale. Elle est transformée en plante, la menthe, par Perséphone elle-même ou sa mère. Dans une autre version, Perséphone piétine la malheureuse avant d'opérer la métamorphose.
Leucé, une autre nymphe fille d'Océan, est enlevée par Hadès et changée par Perséphone (ou Hadès) en peuplier blanc. Elle est jalouse de Perséphone.
L'Hymne à Déméter suggère des liens cultuels antérieurs entre la déesse Hécate et Perséphone et/ou les Enfers, et une tradition orphique ainsi qu'un fragment de Callimaque semblent en faire une sorte de doublet de Perséphone. Cette assimilation des deux déesses pourrait suggérer une relation entre Hadès et Hécate. Mais c'est davantage en tant que suivante de Perséphone, et à ce titre protégée d'Hadès, qu'elle se trouve liée au souverain des Enfers.

### Descendance
La plupart des versions ne donnent pas d'enfants à Hadès.
Hésiode lui donne comme fille Mélinoé, qu'il aurait eue avec Perséphone. Mélinoé est autrement donnée, selon l’Hymne orphique qui lui est consacré, comme la fille de Zeus et Perséphone, que le dieu aurait possédée après avoir pris l'apparence de Hadès, son époux légitime.
Selon la Souda, un lexique byzantin tardif (Xe-XIe siècle), il aurait une fille du nom de Macaria, déesse de la mort « heureuse », avec Perséphone. Tout comme pour Mélinoé, certaines versions disent que Macaria serait la fille de Zeus et Perséphone.

## Culte

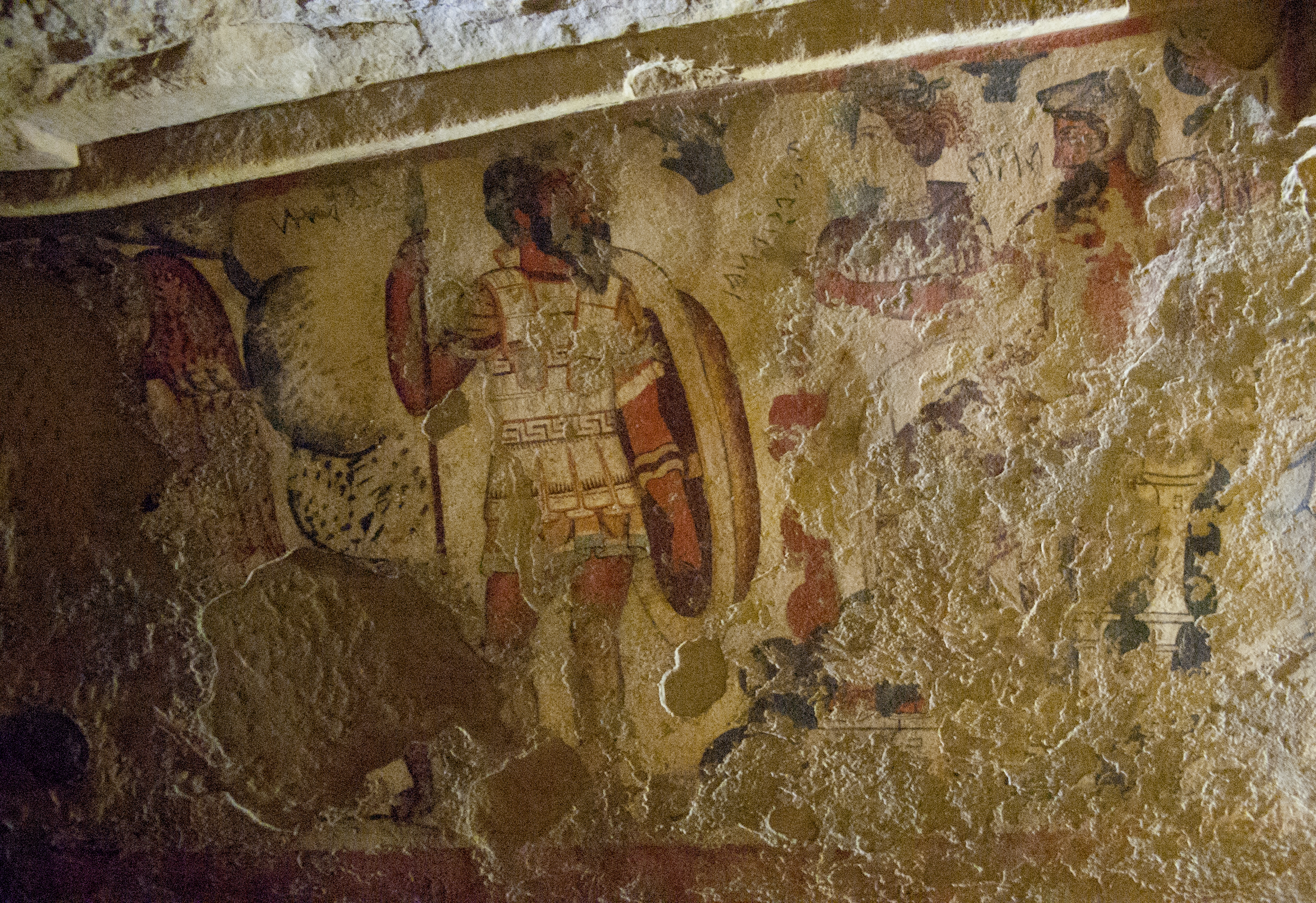
Fresque d'Hadès et Perséphone de Tarquinia,

Très peu de lieux de culte lui sont destinés, au point qu'un scholiaste de l’Iliade déclare qu'il n'en existe aucun. En réalité, la cité d'Élis, dans le nord ouest du Péloponnèse, possède bien un temple d'Hadès, ouvert une seule fois par an et seulement pour le prêtre du dieu. Pausanias note que « les Éléens sont les seuls à [s]a connaissance qui rendent un culte à Hadès », mais donne par ailleurs des indications sur un culte à Coroné ; Strabon évoque également un culte à Hermioné.
Hadès est « Zeus souterrain », à rapprocher du « Zeus chtonien » qu'Hésiode recommande au laboureur d'invoquer avant de mettre la main à la charrue. Il est plus couramment vénéré sous des épiclèses qui ont une valeur d'euphémisme. Il est ainsi nommé Πλούτων / Ploútōn, « le Riche », car il est maître des richesses du sol, qu'elles soient minérales ou végétales ; un temple lui est consacré sous ce nom à Éleusis et il reçoit des honneurs à Athènes.
On lui sacrifie des brebis ou des taureaux noirs durant la nuit. Euripide indique qu'Hadès ne fait pas l'objet de libations rituelles.

## Iconographie

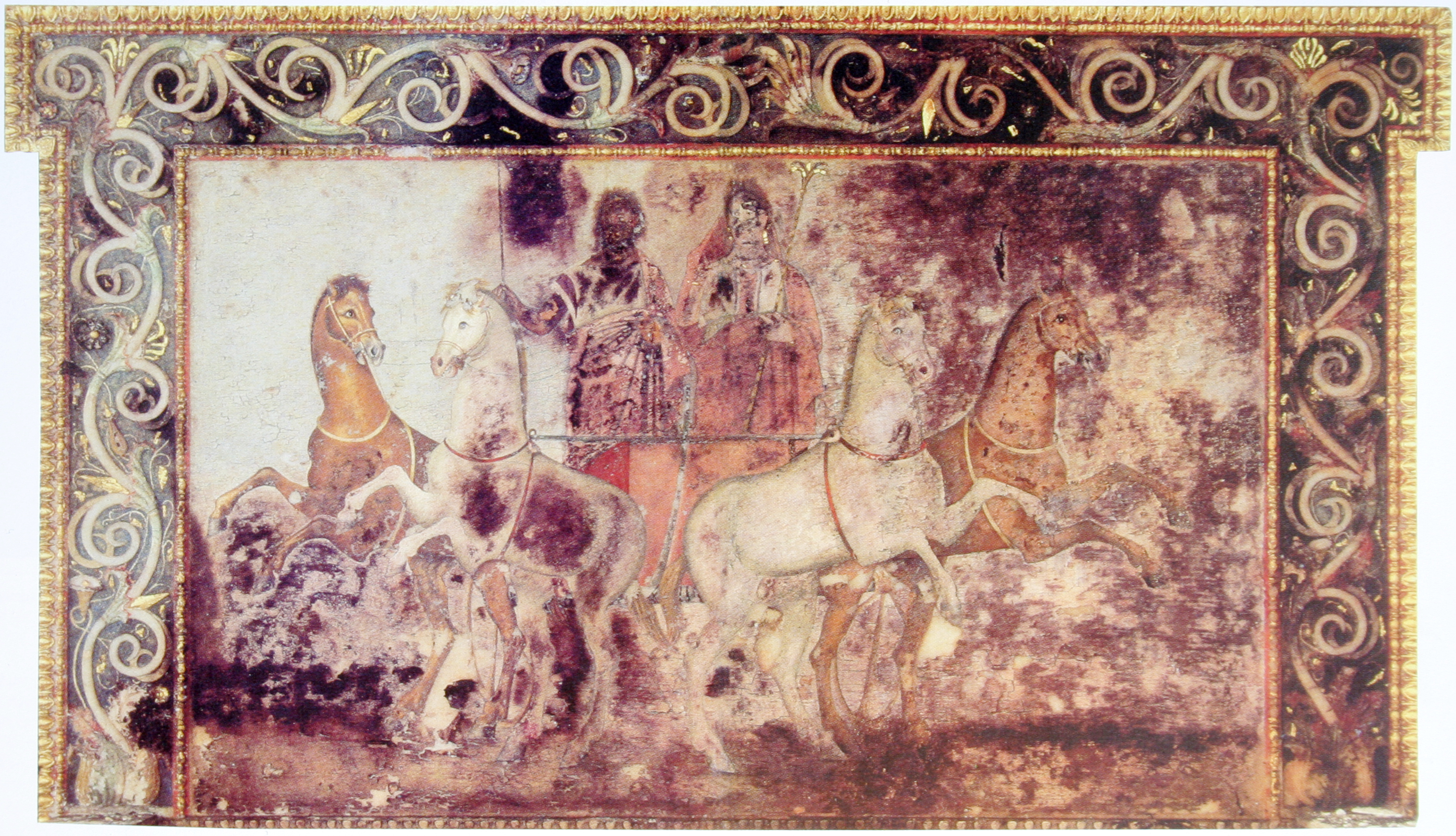
Hadès et Perséphone, fresque de la tombe de Vergina, IVe siècle av.

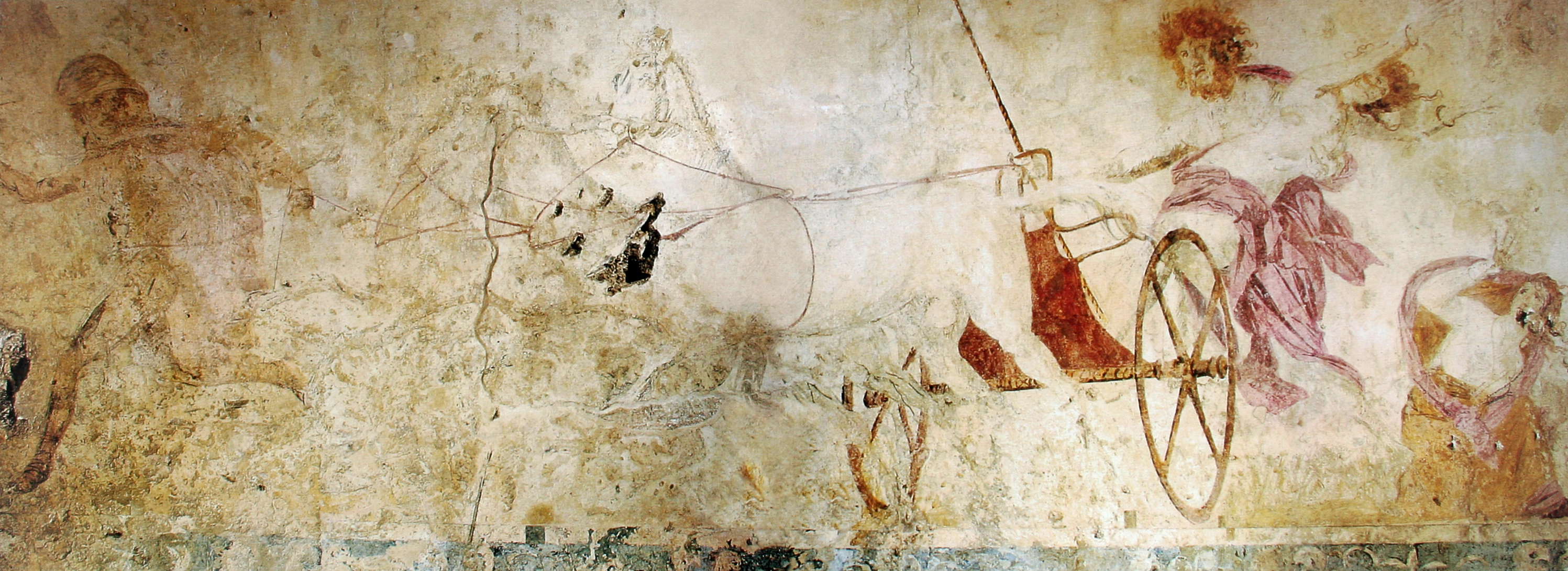
Enlèvement de Perséphone par Hadès, fresque de la tombe de Vergina, Grèce. 340 av. J.-C.

Dieu des enfers, craint, il est représenté comme un homme mûr, barbu, tenant la corne d'abondance, symbole des richesses du sol dont il est le maître. Il arrive que les vases le nomment explicitement Plutôn. Pour autant, il ne doit pas être confondu avec Ploutos, personnification de la richesse.
L'enlèvement de Perséphone est le sujet d'une fresque du IVe siècle avant notre ère, dans le tombeau dit « de Perséphone » à Vergina ; peut-être est-elle une œuvre du Nicomaque dont, selon Pline l'Ancien, une composition sur le même sujet se trouve sur le Capitole, à Rome. Le mythe est également représenté sur des vases attiques, lucaniens et campaniens, des plaques de terre cuite de Locres, des bas-reliefs de sarcophage ou encore des monnaies.
Au milieu du Xe siècle, il est représenté au pied du Christ crucifié dans une icône byzantine en ivoire conservée au Metropolitan Museum de New York. La Croix du Christ, au bas de la composition, perce le ventre d'une figure masculine barbue et allongée représentant Hadès, ce que confirme l'inscription complémentaire "La Croix implantée dans l'estomac d'Hadès". C'est un détail unique qui proclame visuellement le triomphe du Christ sur la mort.

## Épiclèses, attributs et sanctuaires
- Épithètes :

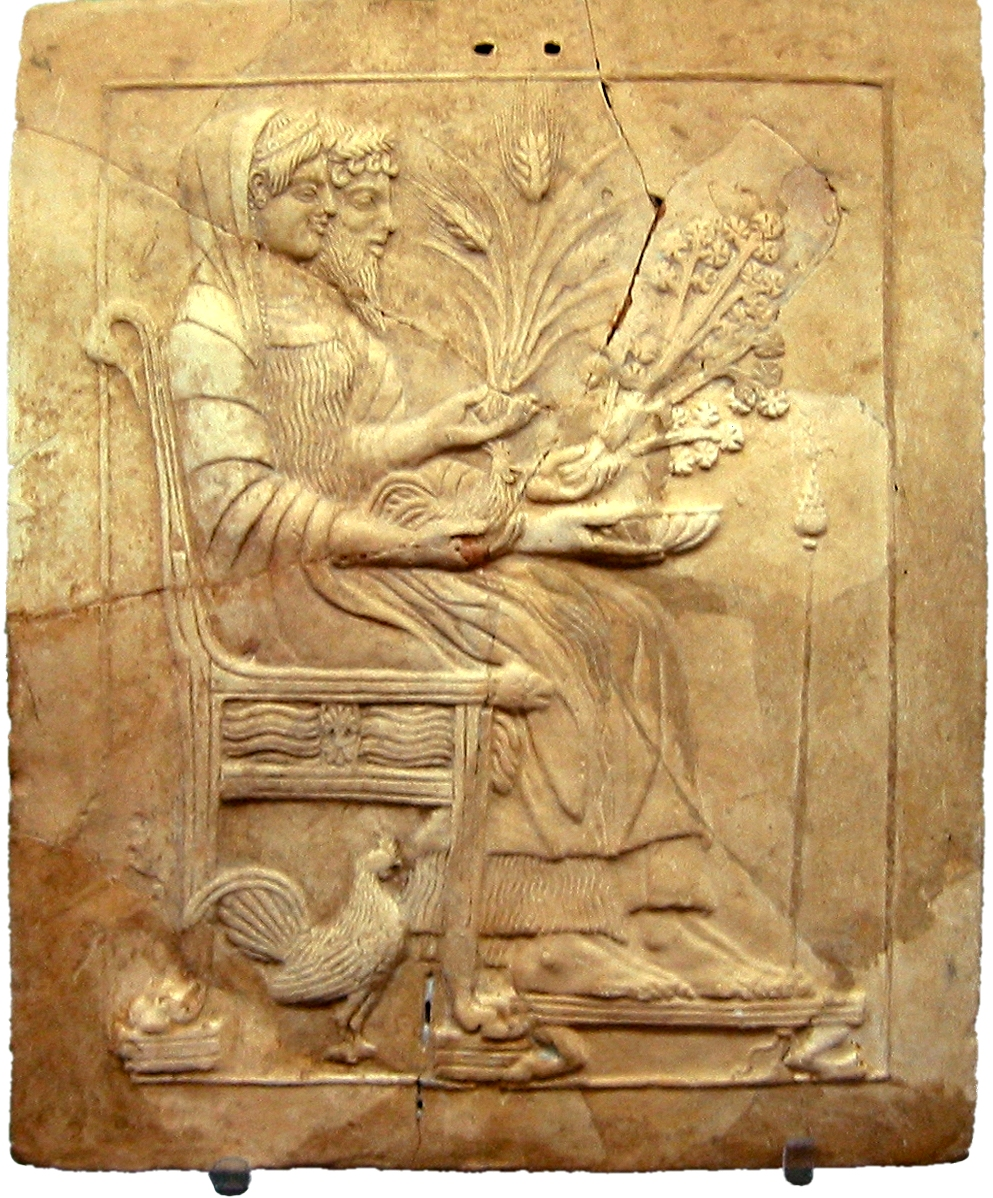
Pinax (tablette votive) de Perséphone et Hadès, sanctuaire de Perséphone à Locri.

  - Polydegmon (Πολυδέγμων / Polydégmōn, « celui qui reçoit de nombreux hôtes »),
  - Ploutôn (Πλούτων / Ploútōn, « celui qui enrichit »),
  - Eubouleutes (Εὐϐουλευτής / Eubouleutḗs, « le Bon Conseiller »),
  - Aïdôneus (Ἀϊδωνεύς / Aïdōneús, « Celui que l'on ne voit pas »),
  - Klymenos (Κλυμένος / Klyménos, « le Renommé »),
  - Pylartes (Πυλάρτης / Pylártēs, « aux portes solidement closes »),
  - Stygeros (Στυγερός / Stygerós, « l'Horrible »),
  - Zeus Catachthonios (Ζεὺς Καταχθόνιος / Zeùs Katakhthónios) ou Zeus Chthonios (Ζεὺς Χθόνιος / Zeùs Khthónios).
- Son animal favori : le serpent et le chien.
- Son végétal favori : le cyprès.
- Ses attributs : Cerbère, la kunée, la corne d'abondance, la lance à deux fourches et le char tiré par deux créatures mi-hommes, mi-chevaux (les centaures).
- Sanctuaires : Samothrace (sous le nom d'Axiokersos, époux de Perséphone-Axiokersa), Élis et Éleusis.

## Développements ultérieurs

### Littérature
- En 1973, Poul Anderson publie Le Chant du barde, réécriture du mythe d'Orphée, qui apparaît en français dans Histoires divines, anthologie de science-fiction sortie en 1983[53].
- Dans la bande dessinée Webtoon (en) de Rachel Smythe, Lore Olympus, l'histoire d'Hadès et de Perséphone est revisitée en une histoire d'amour réciproque ; la relation entre Menthé et Hadès est aussi mise en scène. L'Olympe est semblable à notre monde moderne et le monde des mortels correspond à celui de la Grèce antique[54].
- Dans la série, débutée en 2005, Percy Jackson de Rick Riordan, Hadès est un personnage récurrent.
- John C. Wright le fait apparaître dans sa trilogie The Chaos Chronicles[55].
- Le manga Fairy Tail de Hiro Mashima présente un personnage nommé Hadès (de son vrai nom Precht Gaebolg), le maître de la guilde sombre Grimoire Heart[56]. Dans l'animé, il est doublé par Masashi Hirose en japonais et Gérard Surugue en français.
- Dans le manga Saint Seiya, Hadès est le principal adversaire des héros dans le dernier arc narratif de la série[57]. Il est aussi présent dans Saint Seiya: The Lost Canvas et dans Saint Seiya: Next Dimension, deux mangas dérivés du précédent.
- Il fait une brève apparition dans Skin Game (2014), dernier tome des Dossiers Dresden, une série de fantasy urbaine écrite par Jim Butcher[58].
- Hadès est l'un des personnages principaux de la bande dessinée[59] Perséphone de Loïc Locatelli Kournwsky publiée en 2017.
- Hadès est l'un des personnages principaux de la BD Traditions d'Olympus créé par Rachel Smythe publié à partir du 4 mars 2018 sur la plateforme Webtoon. Il est représenté comme un homme d'affaires puissant et déprimé, qui a un coup de foudre immédiat pour la jeune Perséphone. Leur histoire reprend les codes des romances des livres Young Adult.
- Dans le manga Olympos de Aki Isoyama, Hadès apparaît comme l'un des personnages principaux également dans le manga Record of Ragnarok qui a pour sujet le combat final entre dieux et humains[60].
- Il apparaît en tant qu'un des protagonistes de la série de romans Hadès et Perséphone de Scarlett St. Clair.

### Cinéma
- 1985 : Hadès apparaît dans le film Parking de Jacques Demy[61].
- 1997 : Hadès est le principal antagoniste du long métrage Disney Hercule[62]. Il est ici représenté comme un dieu flamboyant, tchatcheur et charismatique qui aime faire passer des contrats, le rapprochant plus de l'image de Satan.
- 2010–2012 : Hadès apparaît dans le film Le Choc des Titans[63] et dans la suite, La Colère des Titans[64], où il est joué par Ralph Fiennes.
- 2010 : Hadès, joué par Steve Coogan, est le méchant du film Percy Jackson : Le Voleur de foudre, contrairement à la série de livres où son rôle de méchant est relativement modéré[65].

### Télévision et Internet
- Hadès apparaît dans les séries Hercule[66], Xena, la guerrière[67] et Hercule contre Arès[68], sorties respectivement en 1994, 1995 et 1998, et est joué par Erik Thomson, Mark Ferguson et Stephen Lovatt.
- Hadès est l'antagoniste principal de la série Disney Hercule dérivée du film d'animation du même nom, sortie en 1998. Il tente de conquérir l'Olympe et de prendre la place de Zeus. Il est cependant dépeint avec plus de nuances que dans le film original, étant parfois montré comme victime du système psychorigide de Zeus.
- Hadès apparait occasionnellement dans la série Disney Tous en Boîte diffusée à partir de 2001. Dans un épisode, il tente de conquérir le cœur de Maléfique.
- Dans la série d'animation Saint Seiya[69], Hadès est le principal adversaire des héros dans le dernier arc narratif de la série. Il est aussi présent dans Saint Seiya: The Lost Canvas[70], anime dérivé du précédent.
- Dans la série Smallville, Hadès[71] est l'un des anciens noms de Darkseid, joué par Steve Byers puis John Glover.
- En 2016, le personnage d'Hadès est introduit dans la cinquième saison[72] de la série Once Upon a Time, interprété par Greg Germann[73].
- En 2016, un épisode de la web-série d'animation Arte Les Grands Mythes y est consacré.
- En 2018, il apparait dans la série d'animation 50 nuances de Grecs diffusée sur Arte et adaptée de la BD du même nom.
- En 2019, il est interprété par Cheyenne Jackson dans Descendants 3[74]. C'est le père de Mal et l'ex-amant de Maléfique. Contrairement aux autres méchants, il semble plus enclin à la rédemption et souligne l'injustice du système mis en place par les gentils.
- À partir de 2019, il apparait dans la web-série d'animation YouTube God's School, créée par Gaylord Cuvillier Libessart.
- Dans le dessin animé La Petite Olympe et les Dieux, Hadès apparaît dans plusieurs épisodes en compagnie de Perséphone.
- À partir de 2022, il est le personnage principal d'une série de saynètes sur TikTok créée par Naomi Huart. La web-série explore notamment son histoire passée avec Leucé.
- En 2023, il apparaît dans la série Percy Jackson et les Olympiens diffusée sur Disney +, interprété par Jay Duplass.
- En 2024, il apparait dans la série Netflix Kaos, interprété par David Thewlis. Il est représenté comme un chef d'entreprise dépassé et vieillissant, qui tente de se dresser contre la folie de Zeus.

### Jeux vidéo
- Il apparaît dans Persona 2: Innocent Sin, jeu sorti en 1999.
- Hadès est un dieu majeur de la civilisation grecque dans le jeu Age of Mythology sorti en 2002 et dans Age of Empires: Mythologies, son adaptation sur Nintendo DS sortie en 2009[75].
- Il est un personnage récurrent de la série Final Fantasy.
- La franchise God of War se passe dans la Grèce mythologique et utilise ce personnage[76]. Il est doublé par Nolan North dans le premier jeu, puis par Clancy Brown dans God of War III et God of War: Ascension.
- Le dieu apparaît dans Kingdom Hearts, son personnage est basé sur celui du dessin animé de Disney.
- Il est le méchant principal de Kid Icarus: Uprising sorti en 2012 et est doublé par S. Scott Bullock.
- Hadès est l'un des dieux jouables dans Smite[77].
- Dans Horizon Zero Dawn, son nom est utilisé pour camper l'antagoniste du jeu sous la forme d'une entité robotique maléfique[78].
- Hadès est la véritable identité de l'ascien Emet Selch dans Final Fantasy XIV : Shadowbringers[79].
- Hadès est présent dans l'épisode 2 du DLC de Assassin's Creed Odyssey « Le sort de l'Atlantide » où il force le joueur à travailler pour lui afin de réparer la mort de Cerbère de la main du joueur[80].
- Dans Call of Duty: Advanced Warfare, Hadès est le surnom du chef du groupe terroriste KVA[81].
- Hades est un jeu vidéo de type rogue-like de Supergiant Games sorti en 2020, dans lequel le joueur incarne Zagreus, fils d'Hadès, qui tente de s'enfuir du royaume de son père, principal antagoniste et boss final[82].
- Dans Call of Duty: Black Ops, une fois passé dans le Pack-A-Punch en mode Zombie, l'Olympia porte le nom de Hadès[83].
- Dans Titan Quest: Immortal Throne, Hadès est le boss final[84].

### Musique
- Hades est un groupe de Thrash metal américain formé en 1978 par Paul Smith et Dan Lorenzo[85].
- Le groupe coréen VIXX sort en 2016 un single nommé Hades[86].
- Le rappeur allemand Bushido sort en 2018 le morceau Hades, accompagné d'un clip, single de son album Mythos, en featuring avec Samra[87].
- Le groupe PNL cite Hadès et son « continent », c'est-à-dire les Enfers grecs, dans le titre Au DD[88].

### Comédies musicales
- Hadès est un des personnages représenté dans la comédie musicale Hadestown de 2006 créée par Anaïs Mitchell qui reprend le mythe de Orphée et Eurydice.
- Hadès est l'antagoniste principal de la comédie musicale adaptée du Disney Hercule.